# Friedrich August Georg Bitter
Prof. Friedrich August Georg Bitter (Bremen, 13 de agosto de 1873 - Bremen, 30 de julho de 1927) foi um botânico, pteridólogo e micólogo alemão.

## Vida
Estudou em Jena, Munique e Kielwar. Trabalhou em Bremen, onde assumiu o cargo de diretor do jardim botânico em 1905. Logo assumiu como professor na Universidade de Göttingen e também diretor do seu jardim botânico.
Trabalhou na obra Die natürlichen Pflanzenfamilien de Adolf Engler e de Carl Prantl especialmente nas famílias Marattiaceae, Ophioglossaceae no tomo I. de 1900. Também foi coautor da 8ª edição com Bruno Schütt na obra "Flora de Bremen y de Oldenburg" de F.G.P. Buchenau.

## Trabalhos selecionados
- Zur Morphologie und Systematik von Parmelia, untergattung Hypogymnia, 1901 - Morphology and systematics of Parmelia, subgenus Hypogymnia (now regarded as a genus).
- Die Gattung Acaena, Vorstudien zu einer Monographie, 1911  - The genus Acaena.
- Solana Africana, 1913-1923 (in four parts). Parts I-III, issued in one volume with cover-title only, are reprints from Botanische jahrbücher, bd. 49, 54 and 57, 1913-21; pt. IV, with imprint: Dahlem bei Berlin, Verlag des Repertoriums, is extracted from Repertorium specierum novarum regni vegetabilis, Beihefte, of which it forms bd. 16.
- Solanum morelliforme : eine baumbewohnende Verwandte der Kartoffel : nebst allgemeinen Bemerkungen über die Sektion Tuberarium, 1914.[2]